# 刘淘
刘淘（1980年10月—），江苏人，中国女高音歌唱家，闽江学院蔡继琨音乐学院副院长、副教授。曾两次获得全国青年歌手电视大奖赛美声唱法荧屏奖。

## 经历
1999年，刘淘考入厦门大学音乐系。2000年8月，参加福建省第九届音乐舞蹈节声乐比赛，获得美声唱法金奖。12月，获得福建省大学生歌唱比赛专业组美声唱法第一名。2002年，参加CCTV第十届全国青年歌手电视大奖赛，获得职业组美声唱法荧屏奖。2004年，获得第二届福建省青年歌手电视大奖赛专业美声组第一名。同年，参加第十一届全国青年歌手电视大奖赛，再度获得职业组美声唱法荧屏奖。
2005年6月，刘淘从厦门大学毕业，并举办汇报演出。其后入职闽江学院，成为一名声乐教师。11月，参加第五届中国音乐金钟奖全国声乐比赛并晋级半决赛。12月，参加首届长三角青年歌手电视大奖赛，获得美声组银奖。2010年7月，于香港·国际黄河大合唱展演邀请赛获得一等奖。12月，受邀参与上海国际喜歌剧节演出。2011年4月，参演郑小瑛版歌剧《茶花女》。2013年3月，参加福建省青年歌手电视大奖赛暨第十五届全国青年电视歌手大奖赛福建赛区选拔赛，获得美声组金奖。
2014年8月，刘淘赴意大利、法国参演歌剧《费加罗的婚礼》。2015年5月，于郑小瑛歌剧中心出演歌剧《快乐的寡妇》。8月，赴意大利、法国参演歌剧《波西米亚人》。2016年12月，参与北京国际喜歌剧节公益演出。2017年6月，参演《土楼回响》交响音乐会。9月，参演《遇见风华》大型原创音乐会。9月，参与北京国际喜歌剧节暨中法戏剧交流公益演出。12月，获得音乐厦门“房米网杯”十佳歌手大赛冠军。2019年6月，赴德国美因茲大學美因茨音乐学院音乐厅举办独唱音乐会。7月，参与意大利“达芬奇国际艺术节”演出。12月，在福建大剧院举办独唱音乐会。
2020年，刘淘与福建师范大学音乐学院副教授卢文清合作演唱抗疫歌曲《不说再见》、《世界因爱而生》。同年，参演福州市抗疫歌曲云音乐会。2021年1月，发布歌曲《新时代再唱山歌给党听》。7月，与同校教师马可合作演唱歌曲《问红船》。

## 社会兼职
刘淘于2017年当选福建省音乐家协会会员、福建省音乐家协会网络委员会副主任。此外，她还兼任中国音乐家协会会员、福州市音乐家协会副秘书长。